# Mikołów
Mikołów es una ciudad de Silesia, en la (República de Polonia). Localizada a unos 15 km al sur oeste de Katowice.

## Historia
Mikołów es una de las ciudades más antiguas de la alta Silesia, siendo conocida como Miculow en 1222. Recibió derechos de ciudad en 1547.
- Datos: Q659905
- Multimedia: Mikołów / Q659905